# ديفيد جنسن (لاعب هوكي الجليد)
ديفيد جنسن (بالإنجليزية: David Allan Jensen)‏ هو لاعب هوكي الجليد أمريكي، ولد في 19 أغسطس 1965 في نيوتن في الولايات المتحدة.

## وصلات خارجية
- ديفيد جنسن (لاعب هوكي الجليد) على موقع دوري الهوكي الوطني (الإنجليزية)
- ديفيد جنسن (لاعب هوكي الجليد) على موقع قاعة مشاهير الهوكي (لاعب أن.إتش.أل) (الإنجليزية)
- ديفيد جنسن (لاعب هوكي الجليد) على موقع EliteProspects.com (الإنجليزية)
- ديفيد جنسن (لاعب هوكي الجليد) على موقع HockeyDB.com (الإنجليزية)
- ديفيد جنسن (لاعب هوكي الجليد) على موقع Hockey-Reference.com (الإنجليزية)
- ديفيد جنسن (لاعب هوكي الجليد) على موقع أوليمبيديا (الإنجليزية)